# Doctor Who (19.ª temporada clássica)
A décima nona temporada clássica da série de televisão britânica de ficção científica Doctor Who estreou em 4 de janeiro de 1982 com o serial 	Castrovalva e terminou em 30 de março do mesmo ano com Time-Flight. Estrelou Peter Davison em sua primeira temporada como o Quinto Doutor, Matthew Waterhouse como Adric, Sarah Sutton como Nyssa e Janet Fielding como Tegan Jovanka.

## Elenco

### Principal
- Peter Davison como o Quinto Doutor
- Matthew Waterhouse como Adric
- Sarah Sutton como Nyssa
- Janet Fielding como Tegan Jovanka

### Recorrente
- Anthony Ainley como o Mestre

## Seriais
| História | Serial | Título           | Dirigido por   | Escrito por            | Exibição original                                                                            | Cód. de produção | Audiência no Reino Unido (milhões) | AI |
| --- | ------ | ---------------- | -------------- | ---------------------- | -------------------------------------------------------------------------------------------- | ---------------- | ---------------------------------- | -- |
| 116 | 1      | Castrovalva      | Fiona Cumming  | Christopher H. Bidmead | 4 de janeiro de 19825 de janeiro de 198211 de janeiro de 198212 de janeiro de 1982           | 5Z               | 9,18,610,210,4                     | —  |
| Enquanto o Doutor se retira para a Sala Zero da TARDIS para se recuperar de sua regeneração, o Mestre sequestra Adric e envia a TARDIS de volta para o Big Bang, onde será destruída. Tegan e Nyssa conseguem salvar a máquina do tempo, e logo chegam à cidade de Castrovalva, um lugar lendário por sua atmosfera serena. Lá eles esperam que o Doutor consiga se recuperar de seu trauma recente. Mas o Mestre está à espreita em Castrovalva, e logo fica claro que ele atraiu os viajantes do tempo para uma armadilha da qual não pode escapar.                                                                                        |        |                  |                |                        |                                                                                              |                  |                                    |    |
| 117 | 2      | Four to Doomsday | John Black     | Terence Dudley         | 18 de janeiro de 198219 de janeiro de 198225 de janeiro de 198226 de janeiro de 1982         | 5W               | 8,48,88,99,4                       | —  |
| Tentando levar Tegan para casa, o Doutor pousa a TARDIS em uma espaçonave em direção à Terra. Seu dono, o monarca parecido com um sapo, visitou a Terra quatro vezes no passado, sequestrando espécimes de cultura humana em cada ocasião. Seu verdadeiro objetivo, no entanto, é encontrar uma maneira de viajar mais rápido que a luz, voltando ao início dos tempos em que ele espera encontrar Deus, a quem ele acredita ser ele mesmo. Em busca desse objetivo, ele esgotou os recursos de seu planeta natal, Urbanka. Agora ele pretende transplantar os Urbaneses para a Terra - e erradicar a humanidade para dar lugar ao seu povo. |        |                  |                |                        |                                                                                              |                  |                                    |    |
| 118 | 3      | Kinda            | Peter Grimwade | Christopher Bailey     | 1 de fevereiro de 19822 de fevereiro de 19828 de fevereiro de 19829 de fevereiro de 1982     | 5Y               | 8,49,48,58,9                       | —  |
| A TARDIS traz o Doutor, Adric, Nyssa e Tegan para o idílico mundo da selva de Deva Loka, que está sendo pesquisado para uma possível colonização da Terra. Deva Loka já é lar de uma raça de selvagens aparentes, no entanto: um povo misterioso com poderes estranhos que mentalmente desequilibraram os membros da expedição. Para piorar a situação, um antigo inimigo dos nativos - uma serpente sendo chamada de Mara - ainda se esconde em Deva Loka. A Mara tem a intenção de se vingar e se agarra à mente de Tegan como sua ponte para a vitória.                                                                                   |        |                  |                |                        |                                                                                              |                  |                                    |    |
| 119 | 4      | The Visitation   | Peter Moffatt  | Eric Saward            | 15 de fevereiro de 198216 de fevereiro de 198222 de fevereiro de 198223 de fevereiro de 1982 | 5X               | 9,19,39,910,1                      | —  |
| No século XVII, a Grande Peste é galopante em toda a Inglaterra. O Doutor, Adric, Nyssa e Tegan descobrem que alienígenas - os Terileptilos - estão operando em uma pequena vila. Eles tomaram o controle de grande parte da população local e estão afastando o resto usando um androide disfarçado de Grim Reaper. Com a ajuda do desempregado Richard Mace, o Doutor descobre que os Terileptilos pretendem livrar a Terra da humanidade, e reuniram um exército de ratos portadores de peste para ajudá-los a concluir a ação. |        |                  |                |                        |                                                                                              |                  |                                    |    |
| 120 | 5      | Black Orchid     | Ron Jones      | Terence Dudley         | 1 de março de 19822 de março de 1982                                                         | 6A               | 9,910,1                            | —  |
| O Doutor, Adric, Nyssa e Tegan encontram-se em 1925 na Inglaterra, onde através de um caso de identidade equivocada eles se envolvem em uma partida de cricket de caridade em Cranleigh Halt. Lá, Nyssa descobre que a noiva de Charles Cranleigh, Ann Talbot, é seu duplo exato. Os Cranleighs abrigam um segredo sombrio da família, no entanto: um monstro hediondo escondido em uma ala secreta de sua casa. Fixado em Ann, irrompe durante uma bola de fantasia e tenta sequestrá-la ... mas toma Nyssa por engano. |        |                  |                |                        |                                                                                              |                  |                                    |    |
| 121 | 6      | Earthshock       | Peter Grimwade | Eric Saward            | 8 de março de 19829 de março de 198215 de março de 198216 de março de 1982                   | 6B               | 9,18,89,89,6                       | —  |
| No século XXVI, o Doutor, Adric, Nyssa e Tegan vieram em auxílio de um pelotão de soldados, que está investigando o assassinato de uma equipe científica em um complexo de cavernas na Terra. O Doutor descobre que os assassinos são na verdade androides servindo os Cybermen, e estão guardando uma bomba destinada a destruir o planeta. O Doutor desarma o explosivo, mas rastreando o sinal de detonação, ele descobre que o maior perigo ainda está por vir. Os Cybermen se segregaram a bordo de uma nave em direção à Terra, que sem saber servirá como cabeça de ponte para uma invasão maciça.                                    |        |                  |                |                        |                                                                                              |                  |                                    |    |
| 122 | 7      | Time-Flight      | Ron Jones      | Peter Grimwade         | 22 de março de 198223 de março de 198229 de março de 198230 de março de 1982                 | 6C               | 10,08,58,98,1                      | —  |
| Quando um Concorde desaparece, o Doutor descobre que ele foi sequestrado de volta no tempo até a era do Pleistoceno. Chegando lá, ele, Nyssa e Tegan descobrem que a tripulação e os passageiros do Concorde foram escravizados pelo sinistro Kalid, que os está forçando a escavar um santuário dentro de uma misteriosa cidadela. Dentro do local está a consciência de uma raça gestalt chamada Xeraphin, que possui poderes mentais devastadores. O Doutor descobre que Kalid é na verdade o Mestre, que planeja aproveitar o lado maligno do Xeraphin para causar estragos em todo o cosmos.                                            |        |                  |                |                        |                                                                                              |                  |                                    |    |

## Lançamentos em DVD
| História | Número e duração dos episódios | Data de lançamento na Região 2 | Data de lançamento na Região 4 | Data de lançamento na Região 1 |
| --- | ------------------------------ | ------------------------------ | ------------------------------ | ------------------------------ |
| Castrovalva Apenas disponível como parte do box New Beginnings nas Regiões 2 e 4.<br /Disponível individualmente ou em box na Região 1.                      | 4 × 25 min.                    | 29 de janeiro de 2007          | 7 de março de 2007             | 5 de junho de 2007             |
| Four to Doomsday | 4 × 25 min.                    | 15 de setembro de 2008         | 4 de dezembro de 2008          | 6 de janeiro de 2009           |
| Kinda Apenas disponível como parte do box Mara Tales nas Regiões 2 e 4. Disponível apenas individualmente na Região 1.                                       | 4 × 25 min.                    | 7 de março de 2011             | 7 de abril de 2011             | 12 de abril de 2011            |
| The Visitation | 4 × 25 min.                    | 19 de janeiro de 2004          | 8 de abril de 2004             | 1 de março de 2005             |
| The Visitation – Special Edition | 4 × 25 min.                    | 6 de maio de 2013              | 24 de abril de 2013            | 6 de maio de 2013              |
| Black Orchid | 2 × 25 min.                    | 14 de abril de 2008            | 5 de junho de 2008             | 5 de agosto de 2008            |
| Earthshock | 4 × 25 min.                    | 18 de agosto de 2003           | 1 de outubro de 2003           | 7 de setembro de 2004          |
| Time-Flight Apenas disponível como parte do box Time-Flight/Arc of Infinity nas Regiões 2 e 4. Disponível apenas individualmente na Região 1.                | 4 × 25 min.                    | 6 de agosto de 2007            | 5 de setembro de 2007          | 6 de novembro de 2007          |
| Temporada completa (Blu-ray) Lançado como Doctor Who: The Collection – Season 19 na Região B. Lançado como Doctor Who – Peter Davison: Season 1 na Região A. | 26 × 25 min.                   | 19 de novembro de 2018         | 21 de novembro de 2018         | 4 de dezembro de 2018          |

## Romantizações
| História         | Título do romance             | Autor                  | Publicação             |
| ---------------- | ----------------------------- | ---------------------- | ---------------------- |
| Castrovalva      | Castrovalva                   | Christopher H. Bidmead | 17 de março de 1983    |
| Four to Doomsday | Four to Doomsday              | Terrance Dicks         | 14 de abril de 1983    |
| Kinda            | Kinda                         | Terrance Dicks         | 8 de dezembro de 1983  |
| The Visitation   | Doctor Who and the Visitation | Eric Saward            | 19 de agosto de 1982   |
| Black Orchid     | Black Orchid                  | Terence Dudley         | 18 de setembro de 1986 |
| Earthshock       | Earthshock                    | Ian Marter             | 19 de maio de 1983     |
| Time-Flight      | Time Flight                   | Peter Grimwade         | 20 de janeiro de 1983  |